# Saison 2 de Hannah Montana
Chronologie
Saison 1 Saison 3
Cet article présente le guide des épisodes de la deuxième saison de la série télévisée Hannah Montana.

## Distribution

### Acteurs principaux
- Miley Cyrus (VF : Camille Donda) : Miley Stewart / Hannah Montana
- Emily Osment (VF : Lucile Boulanger) : Lilly Truscott
- Mitchel Musso (VF : Kelyan Blanc) : Oliver Oken
- Jason Earles (VF : Alexis Tomassian) : Jackson Stewart
- Billy Ray Cyrus (VF : Marc Perez) : Robby Ray Stewart / Robby Ray
- Moisés Arias (VF : Pierre Casanova) : Rico

### Acteurs récurrents
- Romi Dames (VF : Barbara Beretta) : Traci Van Horn
- Brooke Shields (VF : Rafaèle Moutier) : Susan Stewart

## Épisode 1:Qui craint le «grand» méchant Rico?
- États-Unis : 23 avril 2007
- France : 25 septembre 2007

- États-Unis : 3,5 millions de téléspectateurs[1] (première diffusion)

- Andrew Caldwell (Thor)

## Épisode 2:Les Inséparables
- États-Unis : 24 avril 2007
- France : 2 octobre 2007

- États-Unis : 3,5 millions de téléspectateurs[1] (première diffusion)

- Romi Dames (Traci VanHorn)
- Morgan York (Sarah)
- Hayley Chase (Joannie Palumbo)

## Épisode 3:Ma Lilly, ma bataille
- États-Unis : 25 avril 2007
- France : 9 octobre 2007

- États-Unis : 3,9 millions de téléspectateurs[1] (première diffusion)

- Andrew Caldwell (Thor)
- Shanica Knowles (Amber Addison)
- Anna Maria Perez de Tagle (Ashley Dewitt)
- Morgan York (Sarah)
- Moises Arias (Rico)

## Épisode 4:Le Contrôle de biologie
- États-Unis : 26 avril 2007
- France : 16 octobre 2007

- États-Unis : 3,7 millions de téléspectateurs[1] (première diffusion)

- Andrew Caldwell (Thor)
- Erin Matthews (Karen,  la professeur de biologie)
- Tiffany Thornton (Becky)

## Épisode 5:Le Cauchemar
- États-Unis :  27 avril 2007
- France : 23 octobre 2007

- États-Unis : 3,5 millions de téléspectateurs[1] (première diffusion)

- Brooke Shields (Susan Stewart)
- Ryan Newman (Miley jeune)

## Épisode 6:Qu'est-ce qu'on attend pour faire le mur?
- États-Unis :  4 mai 2007
- France : 30 octobre 2007

- États-Unis : 3,5 millions de téléspectateurs[2] (première diffusion)

## Épisode 7:Lilly l'amoureuse
- États-Unis : 18 mai 2007

- États-Unis : 3,8 millions de téléspectateurs[3] (première diffusion)

- Sterling Knight (Lucas)
- Austin Butler (Derek)
- Mitzi McCall
- Larry David

## Épisode 8:Le Chaperon envahissant
- États-Unis : 16 juin 2007

- États-Unis : 4,5 millions de téléspectateurs[4] (première diffusion)

- Frances Callier (Roxy)
- John D'Aquino (Président Martinez)
- Madison Pettis (Sophie Martinez)

## Épisode 9:Quand on a que l'amour de Jake (1/2)
- États-Unis : 24 juin 2007

- États-Unis : 7,4 millions de téléspectateurs[5] (première diffusion)

- Cody Linley (Jake Ryan)
- R. Brandon Johnson (Brian Winters)
- Nicole Anderson (Marissa Hughes)

## Épisode 10:Quand on a que l'amour de Jake (2/2)
- États-Unis : 24 juin 2007

- États-Unis : 7,4 millions de téléspectateurs[5] (première diffusion)

- Cody Linley (Jake Ryan)
- Shanica Knowles (Amber Addison)
- Anna Maria Perez de Tagle (Ashley Dewitt)
- Noah Cyrus (figurante)

## Épisode 11:Toute vérité est bonne à dire
- États-Unis : 7 juillet 2007

- États-Unis : 5,3 millions de téléspectateurs[4] (première diffusion)

- Errin Matthews (Karen)
- Teo Olivares

## Épisode 12:La Vie de star
- États-Unis : 14 juillet 2007

- États-Unis : 5,1 millions de téléspectateurs[6] (première diffusion)

- Jesse McCartney (lui-même)
- Frances Callier (Roxy Roker / l'Ange qui est le guide d'Hannah dans son souhait)
- Shanica Knowles (Amber Addison)
- Anna Maria Perez de Tagle (Ashley Dewitt)
- Romi Dames (Traci Van Horne)

## Épisode 13:Voyage en douce
- États-Unis : 21 juillet 2007

- États-Unis : 4,5 millions de téléspectateurs[7] (première diffusion)

- Frances Callier (Roxy Roker)
- Selena Gomez (Mikayla)
- Camryn Manheim (garde du corps de Mikyala)
- Michael Kagan (Colin Lastiter)

## Épisode 14:Oliver et Lilly, les meilleurs ennemis
- États-Unis : 29 juillet 2007

- États-Unis : 4,8 millions de téléspectateurs[8] (première diffusion)

- Karina Smirnoff (la voyante)
- Michael Steger (Guillermo Montoya)
- Michael Lagan (Colin Lasitter)

## Épisode 15:S'il suffisait de chanter
- États-Unis : 4 août 2007

- États-Unis : 4,7 millions de téléspectateurs[9] (première diffusion)

- Shanica Knowles (Amber Addison)
- Anna Maria Perez de Tagle (Ashley Dewitt)
- Morgan York (Sarah)

## Épisode 16:Les frères que je n'ai pas choisis
- États-Unis : 17 août 2007

Douglas Lieblein
- États-Unis : 10,7 millions de téléspectateurs[10] (première diffusion)

- Jonas Brothers (eux-mêmes)

## Épisode 17:Le gigaphone pleure
- États-Unis : 21 septembre 2007

- États-Unis : 5,1 millions de téléspectateurs[11] (première diffusion)

- Tom McGowan
- Romi Dames (Traci VanHorn)
- Dwayne Johnson (lui-même)
- Moises Arias (Rico)

## Épisode 18:Le Cinéma de Miley
- États-Unis : 19 octobre 2007

- États-Unis : 5,4 millions de téléspectateurs[12] (première diffusion)

- Cody Linley (Jake Ryan)
- Selena Gomez (Mikayla)
- Camryn Manheim (garde du corps de Mikayla)
- Sandy Brown (Wendy)

## Épisode 19:Un diner qui tourne au vinaigre
- États-Unis : 10 novembre 2007

- États-Unis : 5,5 millions de téléspectateurs[13] (première diffusion)

- Heather Locklear (la mère de Lilly)
- Morgan York (Sarah)

## Épisode 20:Je t'en voudrai toute ma vie
- États-Unis : 11 décembre 2007

- États-Unis : 4,4 millions de téléspectateurs[14] (première diffusion)

- Vicki Lawrence (Mammaw Ruthie)
- Dolly Parton (elle-même)

## Épisode 21:Adieu ma petite balle chérie
- États-Unis :  13 janvier 2008

- États-Unis : 4,2 millions de téléspectateurs[15] (première diffusion)

- Joey Fatone (Joey Vitolo)
- Juliette Goglia (Angela Vitolo)

## Épisode 22:Je ne suis pas un héros
- États-Unis : 21 mars 2008

- États-Unis : 3,6 millions de téléspectateurs[16] (première diffusion)

- David Koechner (Oncle Earl)
- Gilbert Gottfried (Barney Bittman)

## Épisode 23:Voyage, voyage dans le temps
- États-Unis : 4 mai 2008

- États-Unis : 3,1 millions de téléspectateurs[17] (première diffusion)

- Brooke Shields (Susan Stewart)

## Épisode 24:On n'a pas tous les jours 40 ans
- États-Unis : 6 juin 2008

- États-Unis : 5,1 millions de téléspectateurs[17] (première diffusion)

- Patrick Ryan Anderson (Todd)
- Adam Raque
- Brandon Edward Gomez
- Colton Burton (Ed)
- Michelle Merring (maman de Ed)
- Bob Bledsoe (Frank)
- Kieran Newton (Jimmy)

## Épisode 25:La Rockeuse de diamants
- États-Unis : 20 juillet 2008

- États-Unis : 3,8 millions de téléspectateurs[17] (première diffusion)

- Michael Boatman (Randall Garrison)
- Edie McClurg (Cindy Merriwether)
- Frank Oz (Pancake Buffalo)
- Susie Geiser (Voix de Pancake Buffalo)
- Cornell Womack (Armand)

## Épisode 26:Quand la musique est bonne
- États-Unis : 3 août 2008

- États-Unis : 4,6 millions de téléspectateurs[17] (première diffusion)

- Rachel York
- Meshach Taylor
- Tiffany Thornton (Jodi Shilling)

## Épisode 27:Tout, tout pour mon chéri
- États-Unis : 31 août 2008

- États-Unis : 3,9 millions de téléspectateurs[18] (première diffusion)

- Gregory Itzin (M. Harris)
- Anita Finlay (Mme Harris)
- Michael McShae (Trey Harris)
- Romi Dames (Traci VanHorn)

## Épisode 28:Tu seras sa meilleure amie
- États-Unis : 14 septembre 2008

- États-Unis : 4,6 millions de téléspectateurs[19] (première diffusion)

- Hayley Chase (Joannie Palumbo)
- Erika Medina (Teresa)

## Épisode 29:Le Diner
- États-Unis : 12 octobre 2008

- États-Unis : 4,4 millions de téléspectateurs[20] (première diffusion)

- Corbin Bleu (Johnny Collins)
- Ray Romano (lui-même)
- Donny Osmond (lui-même)
- Sheryl Lee Ralph (Clarisse)